# گریگوری دوتیل
گریگوری دوتیل (انگلیسی: Grégory Dutil؛ زادهٔ ۳۰ دسامبر ۱۹۸۰) بازیکن فوتبال اهل فرانسه است.
از باشگاه‌هایی که در آن بازی کرده‌است می‌توان به باشگاه فوتبال نیم المپیک و باشگاه فوتبال سن-اتین اشاره کرد.